# قاعدة القمر

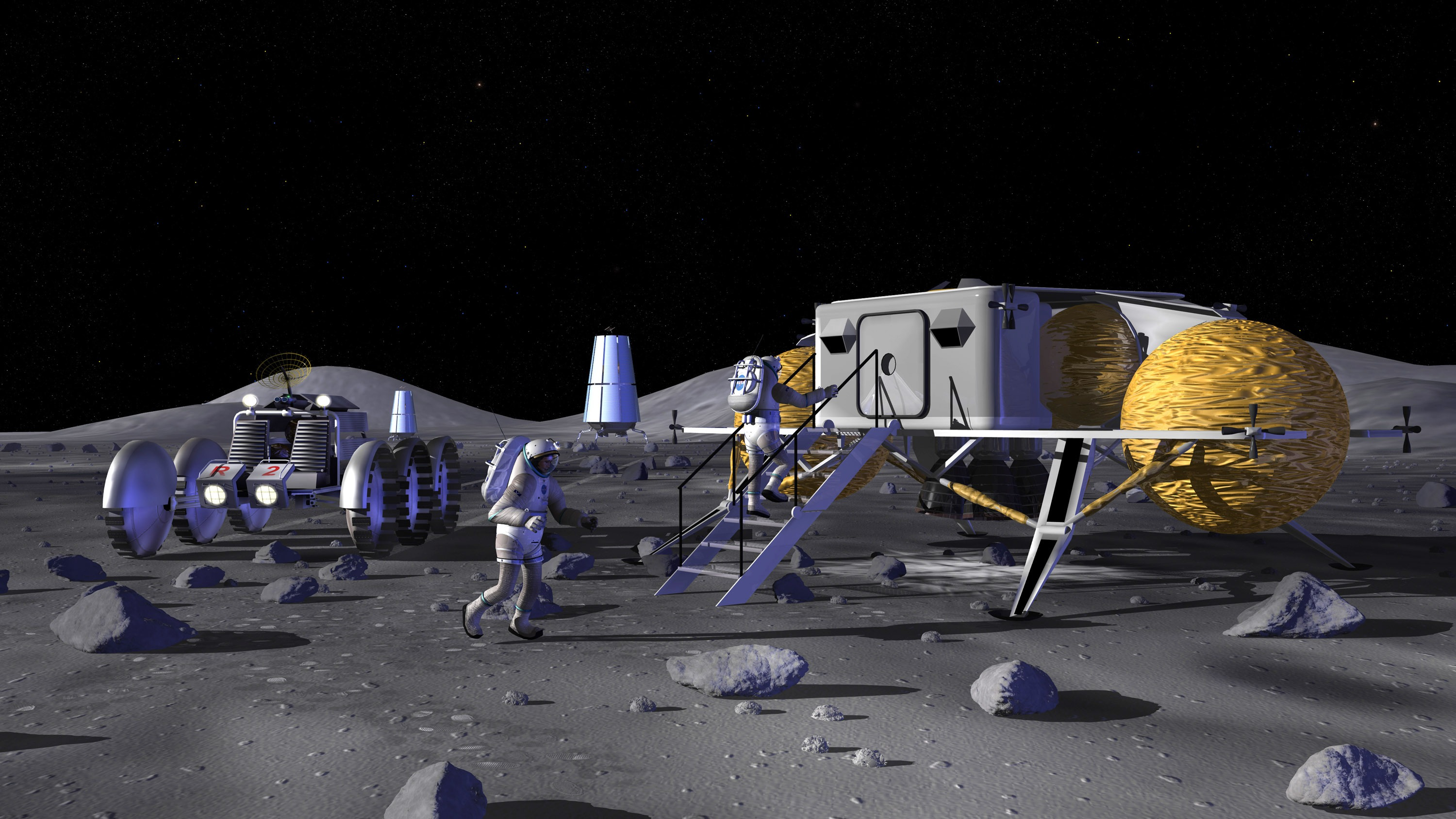
رواد فضاء يدخلون قاعدةً قمريةً. تصور فني لوكالة ناسا.

قاعدة القمر (بالإنجليزية: Moonbase)‏، وهي منشأة على سطح القمر تمكن البشر من تنفيذ الأنشطة القمرية.
تعتبر قاعدة القمر منشأةً على سطحه، وبالتالي فهي مختلفة عن المحطة الفضائية القمرية التي تدور في مدار حول القمر، مثل البوابة القمرية المخطط لها ضمن مشروع أرتيميس. يمكن أن تكون القواعد القمرية صالحةً للاستخدام المأهول أو غير المأهول، وفي كلتا الحالتين لن يكون من الضروري أن تضم مرافق للسكن.
تضمنت بعثات القمر حتى الآن قواعد تُستخدم لمهمة واحدة مؤقتة فقط (وكانت قاعدة بحر السكون أولها)، بالإضافة إلى بعض المنشآت الباقية على السطح. ومع ذلك، اقتُرحت الخطط لإقامة منشآت قمرية قادرة على إتاحة الأنشطة البشرية المستدامة على سطح القمر، وتسعى وكالات الفضاء إلى تنفيذها على الصعيد الوطني والدولي بشكل متزايد.

## الاقتراحات القائمة

### الصين
في 2020، اقترحت الصين إنشاء المحطة القمرية الدولية للأبحاث (ILRS)، وهو اقتراح مشابه للقرية القمرية إلى حد ما، وأظهرت وكالة الفضاء الاتحادية الروسية (Roscosmos) ووكالة الفضاء الأوروبية (ESA) اهتمامًا بهذا الاقتراح. ستبدأ الخطوات الأولى لإنشاء المحطة القمرية الدولية للأبحاث خلال المرحلة الرابعة من البرنامج الصيني لاستكشاف القمر، الذي يتكون من المهمات تشانغ آه 6، و7، و8. من المتوقع أن تبدأ المهمات الروبوتية طويلة الأمد، والبعثات المأهولة قصيرة الأمد، بالمحطة في أوائل العقد 2030. وقعت روسكوزموس على مذكرة تفاهم على التعاون في إنشاء المحطة القمرية الدولية للأبحاث مع إدارة الفضاء الوطنية الصينية (CNSA) يوم 9 مارس 2021. ويوجد جدول زمني متوقع يمتد من العقد 2030 حتى عام 2045.
وحتى الآن، بدأت إدارة الفضاء الوطنية الصينية برنامج تشانغ آه لاستكشاف القمر للبحث في إمكانية التعدين القمري، خاصةً تعدين النظير هيليوم-3 لاستخدامه كمصدر للطاقة على الأرض. صرح مدير إدارة الفضاء الوطنية الصينية، لوان إنجي، أن البشر يجب أن يتعلموا ثقافة مغادرة الأرض مع «إقامة وطن خارج الأرض مكتفي ذاتيًا».
في يوم 9 مارس 2021، وقعت روسيا والصين مذكرة تفاهم على الاشتراك في بناء محطة فضاء قمرية حول عام 2035.

### اليابان
حتى عام 2006، خططت وكالة استكشاف الفضاء اليابانية (JAXA) بناء مركبة هبوط مأهولة على القمر حول عام 2020، والتي ستؤدي إلى إنشاء قاعدة قمرية مأهولة بحلول عام 2030؛ ومع ذلك، لم تُحدد ميزانية لهذا المشروع بعد.

### روسيا
خططت وكالة الفضاء الاتحادية الروسية إنشاء قاعدة قمرية روبوتية بالكامل، وسُميت لوني بوليغون. وفي 9 مارس 2021 وقعت روسيا والصين مذكرة تفاهم على الاشتراك في بناء محطة فضاء قمرية.

### الولايات المتحدة
طلبت إدارة الفضاء الأمريكية (ناسا) زيادةً في ميزانية عام 2020 بقيمة 1.6 مليار دولار، لإرسال بعثة مأهولة أخرى إلى القمر بحلول عام 2024، على أن تحقق بعدها وجودًا مستدامًا على القمر بحلول عام 2028. وتستعد ناسا لإعلان الخطط التي ستجمع منح مركبات الهبوط المأهولة التجارية لبعثات أرتيميس على القمر. وسيشمل هذا المشروع، وهو «برنامج أرتيميس»، رؤية ناسا العامة لخطط الاستكشاف القمري. سيستعرض هذا الإعلان أول بعثة من سلسلة بعثات عديدة أخرى أكثر تعقيدًا. ستنطلق أرتيميس 1 باعتبارها مهمةً اختباريةً غير مأهولة لبيان قدرات صاروخ نظام الإطلاق للفضاء (SLS)، ومركبة أوريون الفضائية، لوكالة ناسا. ستكون أرتيميس 2 أول بعثة مأهولة بالبرنامج، وستتبعها مباشرةً أرتيميس 3 التي ستهبط بالطاقم فعليًا على سطح القمر بحلول نهاية 2024 باستخدام نظام الهبوط المأهول (HLS). وتأمل ناسا تطوير برنامج استكشاف قمري مستدام بدءًا من عام 2028.